# 내가그린 기린그림
내가그린 기린그림은 2012년 8월 1일부터 2015년 7월 30일까지 서비스되었던 그림 그리기 게임이다.

## 같이 보기
- 어썸피스
- 캐치마인드
- 스케치퀴즈
- 온라인 게임
- 모바일 게임